# Samarate
Samarate là một đô thị và thị xã của Ý. Đô thị này thuộc tỉnh Varese trong vùng Lombardia. Samarate có diện tích km2, dân số theo ước tính năm 2010 của Viện thống kê quốc gia Ý là 15.942 người. 
Các đơn vị dân cư:
Đô thị Samarate giáp với các đô thị: